# Estellencs
Estellencs (hiszp. Estellenchs)  – gmina w Hiszpanii, w prowincji Baleary, we wspólnocie autonomicznej Balearów, o powierzchni 13,44 km². W 2011 roku gmina liczyła 380 mieszkańców.